# アスキーソリューションズ
アスキーソリューションズは、東京都に本社を置いていた会社。
2002年にユニゾン・キャピタル元社員の田北幸治と旧アスキーのネットメディア事業部のメンバーなどによって、休眠会社を取得する形で発足。主にコンピュータのハード・ソフト開発や販売、システムインテグレーションなどのソリューション事業を主業務としてきた。
ヘラクレス上場企業であったが、業績が低迷し、オリックスによるTOBと第三者割当増資が行われる予定だった。しかし、架空売り上げの計上など不正経理が発覚。有価証券報告書への虚偽記載等が原因で、オリックスの資本参加が破談、さらに2008年5月23日に上場廃止となった。
上場廃止後は資金繰りが上手くいかず、2008年7月11日には民事再生手続きの申請を行った。2008年8月1日には、民事再生手続きの一環として、株式会社アセンディアに事業譲渡を行った。

## 沿革
- 1982年9月 - リスブラン佐賀販売株式会社が、医薬品化粧品の販売を目的として佐賀県佐賀市に会社設立。
- 2000年6月 -　事業休止。
- 2002年1月 - ユニゾン・ストラテジック・アドバイザーズ株式会社に商号変更。
- 2002年5月 - 株式会社アスキーより同社ネットメディア事業部の営業権を譲受ける。
- 2002年6月 - 商号を株式会社アスキーソリューションズに変更し、本店を東京都渋谷区渋谷に移転し、営業開始。
- 2004年10月 - インターネットテクノロジ株式会社を吸収合併。
- 2006年4月6日 - ヘラクレスに新規上場。
- 2008年2月22日 - 金融庁による課徴金納付命令(19,570,000円)。
- 2008年4月9日 - 旧アスキー（現アスキー・メディアワークス）との間での「アスキー」の商標使用契約が終了する。
- 2008年5月23日 - 上場廃止[2]。
- 2008年7月1日 - 社名をエー・エス・アイ株式会社に変更[3]。
- 2008年7月11日 - 東京地裁に民事再生手続きの申請[4]。
- 2008年8月1日 - 株式会社アセンディア（現・フューチャーインスペース株式会社）に事業譲渡。